# NGC 1354
NGC 1354 è una galassia lenticolare situata nella costellazione dell'Eridano, a una distanza di circa 80 milioni di anni luce dalla nostra Via Lattea.

## Scoperta
La galassia è stata scoperta il 30 dicembre 1785 dall'astronomo britannico di origine tedesca William Herschel.